# Ленцман Леонід Миколайович
Леонід Миколайович Ленцман (10 грудня 1915, місто Сімферополь, тепер Автономна Республіка Крим — 1996, місто Санкт-Петербург, Російська Федерація) — радянський державний діяч, 2-й секретар ЦК КП Естонії, міністр освіти Естонської РСР, голова Естонської республіканської ради профспілок. Депутат Верховної ради СРСР 4—7-го і 9—10-го скликань.

## Життєпис
У 1925 році разом із родиною переїхав до міста Торопець Тверської губернії. У 1932 році вступив до комсомолу.
У 1933 році закінчив два курси Невельського сільськогосподарського технікуму. У 1933—1938 роках — студент філологічного факультету Ленінградського державного університету.
З 1938 по жовтень 1940 року працював вчителем школи в Мурманській області РРФСР. Був секретарем комсомольської організації школи і позаштатним лектором районного комітету ВЛКСМ.
У жовтні 1940 — січні 1941 року — в Червоній армії.
З січня по липень 1941 року — вчитель, завідувач навчальної частини середньої школи в Мурманській області.
З вересня 1941 по квітень 1947 року — у Червоній армії, учасник німецько-радянської війни. Був на політичній роботі в польовому пересувному госпіталі № 631 та в евакуаційному госпіталі № 1022. Служив агітатором політичного відділу 249-ї Естонської стрілецької дивізії, агітатором політичного відділу 8-го Естонського стрілецького корпусу 42-ї армії, лектором політичного відділу 41-го Естонського стрілецького корпусу. Воював на Калінінському, 2-му Прибалтійському, Ленінградському і Карельському фронтах.
Член ВКП(б) з 1942 року.
У 1947—1948 роках — завідувач відділу шкіл ЦК КП(б) Естонії.
У 1948—1950 роках — завідувач відділу пропаганди та агітації ЦК КП(б) Естонії.
У 1950—1951 роках — міністр освіти Естонської РСР.
27 січня 1951 — 20 серпня 1953 року — секретар ЦК КП(б) Естонії.
20 серпня 1953 — 7 січня 1964 року — 2-й секретар ЦК КП Естонії.
8 січня 1964 — 11 лютого 1971 року — секретар ЦК КП Естонії.
У 1971—1982 роках — голова Естонської республіканської ради профспілок.
У 1982—1986 роках — голова Комітету партійного контролю ЦК КП Естонії.
З 1986 року — персональний пенсіонер. З 20 березня 1987 по 1991 рік — голова президії ради Естонської республіканської організації ветеранів війни та праці.
Помер у 1996 році в місті Санкт-Петербурзі.

## Звання
- гвардії капітан

## Нагороди
- два ордени Леніна (20.07.1950, 1958)
- орден Жовтневої Революції (1971)
- два ордени Вітчизняної війни ІІ ст. (28.09.1944, 6.04.1985)
- два ордени Трудового Червоного Прапора (1965, 1981)
- орден Червоної Зірки (9.06.1945)
- орден Дружби народів
- орден «Знак Пошани» (1973)
- медаль «За оборону Радянського Заполяр'я»
- медаль «За перемогу над Німеччиною у Великій Вітчизняній війні 1941—1945 рр.» (1945)
- медалі